# Gomilci
Gomilci so naselje v Občini Destrnik v SV Sloveniji. Ležijo vzhodno od Destrnika na vrhu hriba na robu Pesniške doline. Nahajajo se na Štajerskem, vendar pa spadajo pod Pomursko statistično regijo.
V bližini naselja so našli tri gomile iz 1. do 2. stoletja n. št.